# De bono coniugali
Il De bono coniugali (La dignità del matrimonio) è un trattato di Agostino d'Ippona, scritto intorno al 401. È la prima opera sistematica sul matrimonio.

## Storia dell'opera
Agostino iniziò a lavorare al De Bono Coniugali principalmente per rispondere alle teorie di un monaco di Roma, Gioviniano, in merito alle relazioni coniugali, tuttavia l’opera era volta a ribattere anche le affermazioni di Girolamo e dei Manichei sul medesimo argomento.
Gioviniano fu, cionondimeno, il più esplicito destinatario dell’opera, scritta per contestare in primo luogo la tesi per cui il matrimonio e la verginità, secondo il monaco, dovevano essere poste sullo stesso piano per cinque motivi fondamentali:
- Non sussiste una differenza, quanto al perfezionamento dell’anima, fra vedovanza, matrimonio e verginità.
- Una volta che il Cristiano è battezzato, il Maligno non può dominarlo: se il Cristiano pecca, può pentirsi e ristabilire l’armonia con Dio.
- La mortificazione del corpo non rende l’anima più santa di quanto farebbe la sola gratitudine al Signore.
- Nel Giorno del Giudizio Universale non ci sarà una distinzione nei premi assegnati.
- Maria ha concepito Cristo verginalmente ma ha perso la verginità partorendolo.

Il documento di Gioviniano fu bollato (conscriptio temeraria) nel 392/3 e il monaco fuggì a Milano, dove fu condannato da un sinodo presieduto da Ambrogio (conscriptio horrifica).
Ciononostante, le tesi di Gioviniano riscossero una certa approvazione, tanto che un gruppo di Cristiani in vista della capitale, preoccupati che le opinioni del monaco attecchissero ulteriormente, scrissero a Girolamo, chiedendogli di esprimersi in merito. Ne scaturì il trattato Adversus Iovinianum, del 393/4, in cui Girolamo sottolinea la superiorità della verginità sul matrimonio e tratteggia un’immagine piuttosto negativa della vita coniugale, al punto che a Roma i suoi amici restarono alquanto sorpresi dai toni del pamphlet, che di fatto fu piuttosto controproducente.
Per questo, nel De Bono Coniugali, pur essendo chiaro che il diretto obiettivo era Gioviniano, Agostino cercò anche di dissipare implicitamente il risentimento scatenato da Girolamo con la sua vituperatio nuptiarum nella sfera laica e sposata, promuovendo, di fatto, una posizione intermedia fra le concezioni dei due. 
Il De Bono Coniugali è, inoltre, anche una reazione alle teorie dei Manichei sul matrimonio. Agostino stesso era stato un manicheo per circa dieci anni, dal 374 fino al suo arrivo a Milano e alla sua conversione.
La setta manichea sosteneva il dualismo di Bene e Male, incarnati rispettivamente da Dio e da Satana. Tale dualismo si rifletteva, nella sfera della carnalità umana, nell’anima e nel corpo.
La sensualità era da costoro considerata un’arma forgiata da Satana per sconfiggere il Bene, e tutti i credenti dovevano quindi preservare la verginità e rifuggire il desiderio carnale. Non solo, anche la procreazione era opera del Maligno Per questo motivo tenevano posizioni molto critiche nei confronti dei Patriarchi dell’Antico Testamento, esempi, secondo loro, di poligamia e incontinenza. Agostino, nel De Bono Coniugali, ribatté con forza quest’ultimo punto, giustificando la condotta dei Patriarchi come assolutamente necessaria alla generazione della progenie che avrebbe portato alla stirpe di Cristo e dei Cristiani. 

## Influenze su Agostino nella stesura dell’opera
Agostino, nella redazione del De Bono Coniugali, si rifece soprattutto a Paolo di Tarso e ad esegeti come Cipriano, Tertulliano e Ambrogio. Infatti, sebbene molti Padri greci avessero interpretato le Scritture ancor prima di essi in merito al matrimonio e alla verginità, dovette ricorrere a tali mediatori, a causa della sua parziale conoscenza del greco. 

### Paolo di Tarso
Il passo di Paolo che più di tutti permea il De Bono Coniugali è il seguente:
3Il marito dia alla moglie ciò che le è dovuto; ugualmente anche la moglie al marito. 4La moglie non è padrona del proprio corpo, ma lo è il marito; allo stesso modo anche il marito non è padrone del proprio corpo, ma lo è la moglie. 5Non rifiutatevi l’un l’altro, se non di comune accordo e temporaneamente, per dedicarvi alla preghiera. Poi tornate insieme, perché Satana non vi tenti mediante la vostra incontinenza. 6Questo lo dico per condiscendenza, non per comando. 7Vorrei che tutti fossero come me; ma ciascuno riceve da Dio il proprio dono, chi in un modo, chi in un altro.
8Ai non sposati e alle vedove dico: è cosa buona per loro rimanere come sono io; 9ma se non sanno dominarsi, si sposino: è meglio sposarsi che bruciare. 10Agli sposati ordino, non io, ma il Signore: la moglie non si separi dal marito – 11e qualora si separi, rimanga senza sposarsi o si riconcili con il marito – e il marito non ripudi la moglie. 12Agli altri dico io, non il Signore: se un fratello ha la moglie non credente e questa acconsente a rimanere con lui, non la ripudi.
Da questo brano, Agostino estrapola in particolare la teoria per cui è meglio sposarsi e commettere peccati di incontinenza che commetterli da celibi/nubili e l’idea, ulteriormente sviluppata dal filosofo cartaginese, per cui né uomo né donna hanno diritto a ripudiare il marito, dato che, fintanto che il rispettivo coniuge sia in vita, la coppia è legata in modo indissolubile. 

### Tertulliano
Di Tertulliano, Agostino fa proprie due riflessioni. La prima, che Tertulliano, pur propugnando un severo ascetismo e promuovendo con veemenza la verginità rispetto al matrimonio, che consigliava invece a chi non fosse in grado di esercitare continenza, espresse nei confronti della vita coniugale, rispondendo alle critiche dell’eretico Marcione  e che può essere riassunta nel concetto, presente nell’Adversus Marcionem, per cui si persegue, si esalta e si ricerca la purezza senza però condannare il matrimonio; ovvero, come sostenuto nel De Bono Coniugali, non perché qualcosa è preferibile, il resto va condannato.
Infatti, quantunque anche per Agostino una vita di astinenza sia migliore del matrimonio, tale istituzione non va affatto sminuita, in quanto necessaria a trasformare la lussuria, irrefrenabile per alcuni fedeli, in “fatica” per la procreazione, rendendola funzionale alla paternità e non all’atto sessuale in sé.
Conseguenza di ciò è che, secondo Agostino, qualsiasi atto sessuale non volto alla procreazione è un male, tuttavia un coniuge incontinente va perdonato, finché ciò che compie permane entro i confini del matrimonio, che è buono. 
La seconda riflessione di Tertulliano, presente nel De Monogamia e rinvenibile nell’opera di Agostino, è quella che concerne l’importanza del matrimonio per la prosecuzione della discendenza cristiana, considerata dal vescovo d’Ippona, in un’ottica piuttosto “pratica”, di continuazione della discendenza cristiana.

### Cipriano
Anche Cipriano lasciò il segno nella riflessione agostiniana, con l’idea, espressa nel De Habitu Virginum, che Dio non ingiunge la verginità, ma la incoraggia, e che le vergini otterranno più grandi onori delle maritate, una volta in paradiso . Agostino accetta questo giudizio ma opera una distinzione: anche se una vita di astinenza è preferibile al matrimonio, tale astinenza perde ogni valore qualora chi sia frenato in essa sia incontinente nell’arroganza, nella stravaganza o nel pettegolezzo. Sostiene che l’obbedienza è più virtuosa dell’astinenza: una sposa obbediente deve essere preferita ad una vergine disobbediente; ci sono molte vergini cristiane pettegole, dedite al vino e arroganti, tutti peccati che non si sposano certo con la volontà divina.
Perciò, vivere astenendosi dai rapporti sessuali non deve essere lodato se poi vengono infrante altre prescrizioni del Signore: vivere astenendosi non è un’imposizione divina, l’obbedienza alle imposizioni di Dio invece è sacra . 

### Ambrogio
Fu Ambrogio, ad ogni modo, ad esercitare l’influenza maggiore su Agostino . 
Benché anche il vescovo di Milano insistesse sul fatto che la verginità era superiore al matrimonio in quanto a santità, sosteneva che il matrimonio non doveva essere disprezzato, dato che chi condannava il matrimonio, condannava allo stesso tempo anche i bambini e la società umana . 
Dio è, nel pensiero di Ambrogio, guardiano del matrimonio, ma un matrimonio in cui entrambi i coniugi rispettano una vita ascetica.
Questo tipo di relazione coniugale, intesa come rapporto fraterno fra moglie e marito viene esemplificato nel De Bono Coniugali con le figure di Paolino da Nola e sua moglie Teresa, amici di Agostino, che scelsero di vivere nella preghiera, rinunciando totalmente ai piaceri carnali, seppur concessi e perdonati all’interno del matrimonio. 

## Esperienza personale di Agostino
Agostino sicuramente addusse allo scritto la sua esperienza personale in merito al rapporto matrimoniale e alla continenza, avendone sperimentato piaceri e tormenti fin dalla giovane età . 
A 17 anni, infatti, aveva già vissuto con una concubina (una relazione protrattasi dal 372 al 385), ma non l’aveva sposata, data la di lei umile condizione sociale e le di lui alte ambizioni politiche.
La madre di Agostino, Monica, gli procurò in seguito una moglie, ancora però troppo giovane perché i due si sposassero subito. Agostino si diede così nuovamente al concubinaggio.
In quel periodo della sua vita, l’affiliazione coi Manichei, che tolleravano ma scoraggiavano i propri discepoli a compiere atti sessuali, e la sua chiara propensione all’amicizia con compagni maschi, suggeriscono che le sue pulsioni erano per lui un peso, più che oggetto di auto-indulgenza . 
La sua attitudine sessuale subì un drastico cambiamento solo in seguito all’episodio, narrato nelle Confessioni, in cui gli apparve la visione della Continenza, che lo ispirò a leggere l’esortazione di Paolo a non vivere nelle tentazioni della carne . 
Ebbe modo di relazionarsi da vicino alle licenziosità carnali anche in seguito, in qualità di vescovo d’Ippona.
I Numidi, suoi fedeli, erano tradizionalmente noti per essere inclini alla lussuria. Livio li definì addirittura: «più assetati di lascivia di ogni altro barbaro » Indubitabilmente in tali voci c’era un pizzico d’esagerazione, ma Agostino si rese conto che un fondo di verità non era improbabile.
Molto spesso nei suoi sermoni esortava quindi i fedeli a moderarsi e, in particolare, condannava il concubinaggio con le schiave domestiche, l’infedeltà della moglie cristiana e la fornicazione del marito . Proprio questi sermoni devono aver influenzato la successiva insistenza di Agostino, nel De bono coniugali, sulla fedeltà come uno dei beni cardinali del matrimonio.
Un altro tema che torna nel trattato e che è ricollegabile ai sermoni di Agostino, è l’invito alla vita monastica, dato che la fecondità dei Cristiani era così elevata da non dover necessitare che, come i patriarchi, si dovesse rinunciare all’astinenza per procreare nuovi cristiani . 

## Contenuto dell’opera
Agostino esordisce, nel trattato, considerando il matrimonio da un punto di vista filosofico, come base naturale del legame sociale e come prosecuzione della stirpe Cristiana.
Individua poi i tre beni fondamentali del matrimonio: procreazione, fedeltà e sacramentum.
La procreazione è il primo dei beni fondamentali della vita coniugale, o la compagnia fedele, se i coniugi non possono avere figli.
Specula sul fatto che Adamo ed Eva, in quanto forniti di corpi mortali, avrebbero potuto generare una prole già nell’Eden; pertanto la prima intenzione divina probabilmente era quella, nel matrimonio, di consentire la generazione di figli. Agostino insiste poi sulla fedeltà, che confina i rapporti sessuali fra i partner della coppia. Contrasta relazioni saltuarie e opportunistiche, adulterio e fornicazione.
Il matrimonio impedisce le relazioni sessuali illecite, perché anche gli atti licenziosi sono perdonabili se avvengono all’interno del matrimonio (in ciò Agostino rifiuta implicitamente l’istanza di Girolamo per cui il componente di una coppia poteva commettere atti adulterini anche all’interno del matrimonio).
In seguito, Agostino compara il matrimonio con la vedovanza e la verginità. Insiste sul fatto che un’attività possa essere buona anche se altre sono migliori e che alcuni beni sono da considerarsi non in sé ma per il loro scopo. L’atto sessuale, che ha come scopo la procreazione, è buono, l’atto sessuale fine a sé stesso è invece da condannare.
Giustifica poi i Patriarchi dalle accuse dei Manichei, asserendo che per loro un’attività sessuale intensa era necessaria a dare vita alla stirpe di Cristo e dei Cristiani. Ora che esiste una grande comunità di Cristiani, solo gli incontinenti devono sposarsi, cosicché da rendere accettabile, all’interno dell’istituzione sacra del matrimonio, il loro comportamento licenzioso.
Agostino fa poi il punto fra matrimonio cristiano e matrimonio secolare, individuando nel primo dei due un sacramentum, un vincolo che trascende la mortalità umana, tanto sacro da non poter essere sciolto in nessun modo. Anche in caso di ripudio, ogni atto successivo con un’altra persona sarà considerato adulterino, anche se un uomo abbia ripudiato una donna adultera o che la sua sposa non sia in grado di dargli figli, contrariamente a ciò che avveniva da tempo nel mondo romano.

## La prima e la seconda dignità del matrimonio:bonum prolisebonum fidei
La prima dignità matrimoniale, secondo la testimonianza agostiniana, filorum procreatio  ovvero in causa generandi, comune tanto al matrimonio pagano quanto al matrimonio cristiano, è la procreazione  di figli, naturale conseguenza all’inclinazione sociale dell’essere umano a ricercare i propri simili, per poi unirvisi, in maniera legittima attraverso il corpo, come fu concesso all’uomo e alla donna in seguito al peccato originale . Quindi, come precisa Agostino, è proprio l’atto sessuale, benché dichiarato peccaminoso in quanto frutto di concupiscenza, a essere finalizzato alla procreazione di figli: esso costituisce, dunque, il fondamento del primo bonum coniugii, in quanto ne rende possibile la piena realizzazione. 
Il matrimonio cristiano, infatti, in quanto istituito dal Signore – attraverso la creazione dell’uomo e della donna da un unico corpo, e attraverso la loro unione, primordiale ed eterna – per la propagazione e per l’affermazione del popolo d’Israele, e in quanto affidato alla protezione di Gesù Cristo – attraverso la sua presenza e la sua partecipazione alle nozze di Cana – scagiona dall’accusa di peccato capitale la pulsione sessuale degli sposi, canalizzandola non certo nel soddisfacimento del piacere corporeo, bensì nella generazione onesta e legittima di figli. Beninteso, se la concupiscenza è tradizionalmente annoverata tra i peccati capitali, il matrimonio cristiano ne permette una (seppur parziale) legittimazione, indirizzando la pulsione sessuale esclusivamente all’atto generativo, funzionale all’opera di Dio di diffusione della propria Chiesa di fedeli sulla terra; inoltre, qualora una coppia di coniugi, indulgendo nell’unione sessuale per soddisfare la propria esigenza di piacere, non rispettasse la dignità della procreazione prevista dal matrimonio, la santità sacramentale conferita al matrimonio cristiano permetterebbe che il peccato, da capitale, sia ritenuto veniale . 
La seconda dignità matrimoniale, invece, secondo la terminologia impiegata nell’opera in esame, fides  ovvero in fide castitatis , comporta la mutua fedeltà coniugale , in quanto fides, nonché il rispetto della reciproca castità, in quanto fides castitatis: tuttavia, a differenza del bonum prolis, che costituisce, nondimeno, il precipuo fine sociale del matrimonio – la propagazione della stirpe umana, finalizzata al progetto divino – il bonum fidei costituisce, invece, un’imprescindibilità di ogni patto matrimoniale. Se, infatti, una coppia può sussistere anche senza generare prole, non vi può essere alcuna coppia, intesa come unione consolidata, fondata sulla reciproca fiducia e sul reciproco soccorso – secondo la concezione pagana del matrimonio – senza che vengano ottemperati i doveri che il marito e la moglie nutrono l’uno nei confronti dell’altra. 
Dunque, così come nell’adempimento al ruolo di marito e di moglie, nonché ai doveri  che ne conseguono, è richiesta la partecipazione di entrambi i coniugi, così anche nella salvaguardia della castità matrimoniale è richiesta l’unanime convinzione da parte di entrambi gli sposi: così, Agostino, citando Paolo di Tarso , rammenta la dipendenza reciproca del corpo del marito dal volere della moglie e del corpo della moglie dal volere del marito, una dipendenza pattuita nel momento in cui viene stretta l’unione matrimoniale, funzionale alla tutela dei consorti, attraverso il loro intervento bidirezionale finalizzato al benessere reciproco.

## La terza dignità del matrimonio:bonum sacramenti

### Ilsacramentumdel matrimonio è μυστήριον delle nozze di Cristo
L’impiego da parte di Agostino, all’interno del De bono coniugali, del sostantivo latino sacramentum, il cui significato originario, costruito intorno alla presenza della medesima radice di sacrum (‘sacro’) e del suffisso -mentum, caratteristico di tutto ciò che è misterioso e indeterminato, pertiene al lessico giuridico della Roma repubblicana , come corrispettivo e come complementare del sostantivo greco μυστήριον (‘mistero religioso’), testimonia l’adesione dello scrittore alla letteratura scritturale, specialmente quella paolina, e alla tradizione esegetica delle Sacre Scritture . Infatti, in linea con i numerosi esempi di sacramenta che animano i testi sacri, Agostino, con il presente vocabolo, intende, innanzitutto, un sacrum signum , ossia un ‘segno’ tangibile che costituisce un’immagine, o un simbolo, di una realtà invisibile, ovvero di una verità religiosa. Tuttavia, se μυστήριον designa, principalmente, i ‘misteri’ dell’economia dell’anima, cioè le dinamiche finalizzate all’acquisizione della salvezza dell’anima da parte dei fedeli, sacramentum, invece, privilegia, da un punto di vista più rituale e più liturgico che dottrinale, i riti d’iniziazione cristiani , fra i quali si annovera il matrimonio, insieme al battesimo e all’ordine sacerdotale.
Orbene, per meglio comprendere la carica simbolica che sacramentum, in quanto μυστήριον, assume nel De bono coniugali, si può confrontare, a livello terminologico, l’opera in esame con il corpo di discorsi intorno al Vangelo di Giovanni, Tractatus VIII et IX in Iohannis Euangelium, nel quale Agostino, nell’omelia di commento alle nozze di Cana , vela di sacrale indeterminatezza la presenza di Gesù Cristo , attraverso il ricorso all’aggettivo indefinito aliquid, al quale accosta sia il vocabolo latino sacramentum, sia il vocabolo greco μυστήριον, mysterium. Il matrimonio, quindi, non riceve soltanto la benedizione da parte di Gesù Cristo, a testimonianza dell’istituzione sacra del matrimonio da parte di Dio – a differenza di quanto andavano predicando i Manichei, professando la genesi diabolica del matrimonio  – ma si prefigura, inoltre, come immagine del mistero divino di Gesù Cristo, sposo del genere umano in quanto Chiesa di Suoi fedeli . Dunque, tanto nel Tractatus quanto nel De bono coniugali, il matrimonio acquista una mystica significatio , da intendersi come il rimando simbolistico alla misteriosa realtà extraumana, sacrale e indissolubile di Cristo nella sua unione matrimoniale con il popolo di Dio.

### Ilsacramentumè garante di unuinculumsacrale e indissolubile
Come nell’opera in esame, così anche in altri scritti, il vescovo d’Ippona accosta al sopracitato sacramentum sostantivi quali nuptiae (‘nozze’), connubium (‘unione coniugale’) e matrimonium (‘matrimonio’), ossia fa appello al matrimonio sia come sacramentum nuptiarum  (‘sacramento delle nozze’), sia come sacramentum connubii  (‘sacramento di unione coniugale’), sia come sacramentum matrimonii  (‘sacramento del matrimonio’), ma soprattutto in quanto quoddam sacramentum e in quanto aliquod sacramentum  (‘un certo sacramento’), servendosi di aggettivi indefiniti come quoddam e come aliquod per delineare, in aggiunta al significato sopraesposto del suffisso -mentum, la natura misteriosa e inafferrabile del sacro vincolo del matrimonio.
Orbene, in opposizione al sostantivo diuortium (‘scissione’), da Agostino impiegato per significare non soltanto la separazione corporea di una coppia di coniugi, bensì la rottura del vincolo matrimoniale in sé , la dignità del sacramentum nuziale si prefigura, innanzitutto, accanto agli altri beni del matrimonio – la procreazione di figli e la castità coniugale – come foedus nuptiale  (‘patto nuziale’), come confoederatio nuptialis (‘accordo nuziale’), come uinculum nuptiarum  (‘vincolo di nozze’) e come uinculum nuptiale (‘vincolo nuziale’), ossia come una promessa di legame indissolubile tra i contraenti, la cui garanzia di sacralità e di indissolubilità deriva dalla natura extraumana del matrimonio, proprio in quanto sacramentum. Or dunque, se la stipula di un matrimonio, in virtù della sua precipua natura di sacrum signum, ossia di simbolo dell’unione eterna e perfetta di Gesù Cristo con la Chiesa, costituisce una dignità assoluta del matrimonio, cioè non relativa alle altre dignità, inteso come unione indissolubile di una coppia di sposi contraenti, eccetto che dinanzi alla loro morte corporale , il diuortium, la rottura (volontaria o involontaria) del vincolo nuziale da parte di uno o di entrambi i coniugi si prefigura inevitabilmente come impietas separationis  (‘empietà della separazione’), secondo una terminologia impiegata altrove, ossia come peccato di adulterio nei confronti dell’altro coniuge. Quindi, è proprio la terza dignità matrimoniale, il sacramentum, a permettere che il matrimonio non sia compromesso né dalla separazione della coppia, né dall’adulterio che la precede o che ne consegue, né dalla loro eventuale sterilità, ossia dall’impossibilità di realizzare la prima dignità del matrimonio  – filiorum procreatio .

### Lasanctitas sacramentidel matrimonio si fonda sullares maiordelle nozze di Cristo
Infatti, in virtù dell’immagine divina, presente in terra ma impercepibile, alla quale rimanda il sacramentum, in qualità di simbolo, il matrimonio, sia in quanto signum sia in quanto uinculum, partecipa alla natura intangibile del misterioso legame sacrale tra Cristo e la Chiesa. All’interrogativo sulla solidità del vincolo nuziale (secondo le parole del trattato, tanta firmitas uinculi coniugali ), Agostino risponde affermando l’imprescindibilità di una res maior (‘cosa maggiore’), una realtà extramondana e sacrale, incarnata negli sposi eppure inafferrabile, che concorre alla stabilità del matrimonio, garantendone, al contempo, l’indissolubilità fuorché di fronte alla morte. Ne consegue, quindi, che la sanctitas sacramenti (‘santità del sacramento’), secondo il pensiero agostiniano, indirizzato al pubblico di cristiani contemporaneo, non risiede più nella sua prima dignità – la filiorum procreatio, il bene più importante dell’epoca passata, soprattutto per i patriarchi d’Israele, in quanto funzionale alla propagazione e all’affermazione del popolo di Dio sulla terra – e nemmeno nella sua seconda dignità – la castità matrimoniale – bensì nell’unione monogamica di un uomo e di una donna, prefigurazione della sottomissione dell’universalità dei cristiani a Gesù Cristo, il loro unico e vero sposo, ossia immagine del mistero cristiano dell’unione di Dio con Chiesa dei fedeli. 
Inoltre, se il primo e il secondo bene del matrimonio sono comuni anche ai matrimoni pagani, la sanctitas sacramenti, intesa come esigenza di sacra indissolubilità, è una prerogativa riservata esclusivamente al matrimonio cristiano : come è stato precedentemente dichiarato, il carattere permanente della promessa matrimoniale impedisce di pensare il diuortium a prescindere dall’adulterio, in quanto ogni unione extraconiugale, benché sia anche successiva alla rottura della coppia, deve essere intesa come violazione di un legame che perdura finché i coniugi restano in vita. In questo luogo, per avvalorare la tesi intorno alla stabilità e alla durevolezza del vincolo matrimoniale, Agostino instaura un’analogia tra il matrimonio – considerato nella sacralità che lo identifica in quanto sacramento, sanctitas sacramenti – e l’ordine sacerdotale , da un lato – secondo la terminologia agostiniana, sacramentum ordinationis –, al quale si affianca, sia nel De nuptiis et concupiscentia sia nel De coniugiis adulterinis, un’ulteriore analogia tra il matrimonio e il battesimo: questi ultimi due sacramenti, infatti, sono caratterizzati, come il matrimonio, dal permanere del sacramento ordinale e battesimale, e dall’unione del fedele interessato con la Chiesa. Tuttavia, il vincolo matrimoniale è destinato a infrangersi dinanzi alla morte dei coniugi.